# Вей-Вень Ван
Вей-Вень Ван (16 грудня 1986) — тайванський плавець.
Учасник Олімпійських Ігор 2004, 2008 років.